# Akantolimon
Akantolimon (lat. Acantholimon), veliki biljni rod iz porodice vranjemilovki. Pripada mui blizu 300 vrsta jastučastih trajnica.
Vrste su raširene po jugoistočnoj Europi, središnjoj Aziji i Južnoj Americi. Često se i uzgajaju po stjenovitim vrtovima (rock gardens).

## Vrste
1. Acantholimon acanthobryum Rech.f. & Schiman-Czeika
2. Acantholimon acerosum (Willd.) Boiss.
3. Acantholimon acmostegium Boiss. & Buhse
4. Acantholimon aegaeum F.W.Mey.
5. Acantholimon afanassievii Lincz.
6. Acantholimon agropyroideum Mobayen
7. Acantholimon ahangarense Rech.f. & Schiman-Czeika
8. Acantholimon alaicum Czerniak.
9. Acantholimon alatavicum Bunge
10. Acantholimon alavae Rech.f. & Schiman-Czeika
11. Acantholimon albanicum O.Schwarz & F.Mey.
12. Acantholimon alberti Regel
13. Acantholimon albocalycinum Assadi & Mirtadz.
14. Acantholimon alexandri Fed.
15. Acantholimon alexeenkoanum Czerniak. ex Ikonn.
16. Acantholimon amoenum Rech.f. & Schiman-Czeika
17. Acantholimon anatolicum Yild.
18. Acantholimon androsaceum (Jaub. & Spach) Boiss.
19. Acantholimon anisophyllum Rech.f. & Schiman-Czeika
20. Acantholimon annae Lincz.
21. Acantholimon antilibanoticum Mouterde
22. Acantholimon anzobicum Lincz.
23. Acantholimon araxanum Bunge
24. Acantholimon argyrostachyum Rech.f. & Schiman-Czeika
25. Acantholimon aristulatum Bunge
26. Acantholimon armenum Boiss. & A.Huet
27. Acantholimon artosense Doğan & Akaydın
28. Acantholimon arundoscapum Mobayen
29. Acantholimon aspadanum Bunge
30. Acantholimon asphodelinum Mobayen
31. Acantholimon astragalinum Mobayen
32. Acantholimon atrofuscum Rech.f.
33. Acantholimon atropatanum Bunge
34. Acantholimon auganum Bunge
35. Acantholimon aulieatense Czerniak.
36. Acantholimon austroiranicum Rech.f. & Schiman-Czeika
37. Acantholimon avanosicum Doğan & Akaydın
38. Acantholimon avenaceum Bunge
39. Acantholimon azizae Mobayen
40. Acantholimon bakhtiaricum Assadi
41. Acantholimon balchanicum Korovin
42. Acantholimon bashkaleicum DoğanDoğan & Akaydın
43. Acantholimon × baubaschatense Lazkov
44. Acantholimon birandii Doğan & Akaydın
45. Acantholimon blakelockii Mobayen
46. Acantholimon blandum Czerniak.
47. Acantholimon bodeanum Bunge
48. Acantholimon bonesseae Parsa
49. Acantholimon borodinii Krasn.
50. Acantholimon brachyphyllum Boiss.
51. Acantholimon brachystachyum Boiss. ex Bunge
52. Acantholimon bracteatum (Girard) Boiss.
53. Acantholimon brecklei Rech.f. & Schiman-Czeika
54. Acantholimon bromifolium Boiss. ex Bunge
55. Acantholimon butkovii Lincz.
56. Acantholimon cabulicum Boiss.
57. Acantholimon caesareum Boiss. & Balansa
58. Acantholimon calocephalum Aitch. & Hemsl.
59. Acantholimon calvertii Boiss.
60. Acantholimon capitatum Sosn.
61. Acantholimon carinatum Rech.f. & Schiman-Czeika
62. Acantholimon caryophyllaceum Boiss.
63. Acantholimon catenatum Rech.f. & Schiman-Czeika
64. Acantholimon cephalotes Boiss.
65. Acantholimon cephalotoides Rech.f.
66. Acantholimon chitralicum Rech.f. & Schiman-Czeika
67. Acantholimon chlorostegium Rech.f. & Schiman-Czeika
68. Acantholimon chrysostegium Rech.f. & Schiman-Czeika
69. Acantholimon cleistocalyx Hand.-Mazz.
70. Acantholimon collare Köie & Rech.f.
71. Acantholimon compactum Korovin
72. Acantholimon confertiflorum Bokhari
73. Acantholimon cupreo-olivascens Rech.f. & Schiman-Czeika
74. Acantholimon cymosum Bunge
75. Acantholimon damassanum Mobayen
76. Acantholimon davisii Akaydın & M.B.Crespo
77. Acantholimon demavendicum Bornm.
78. Acantholimon densiflorum Assadi
79. Acantholimon desertorum Regel
80. Acantholimon dianthifolium Bokhari
81. Acantholimon diapensioides Boiss.
82. Acantholimon distachyum Boiss.
83. Acantholimon distichum Rech.f. & Schiman-Czeika
84. Acantholimon diversifolium O.Schwarz & F.Mey.
85. Acantholimon doganii Bagci, Dogu & Akaydın
86. Acantholimon ecae Aitch. & Hemsl.
87. Acantholimon edmondsonii Rech.f. & Schiman-Czeika
88. Acantholimon ekatherinae (O.Fedtsch.) Czerniak.
89. Acantholimon ekbergianum Rech.f. & Schiman-Czeika
90. Acantholimon ekimii Doğan & Akaydın
91. Acantholimon embergeri Mobayen
92. Acantholimon erinaceum (Jaub. & Spach) Lincz.
93. Acantholimon erythraeum Bunge
94. Acantholimon eschkerense Boiss. & Hausskn.
95. Acantholimon esfandiarii Rech.f. & Schiman-Czeika
96. Acantholimon evrenii Doğan & Akaydın
97. Acantholimon fasciculare Boiss.
98. Acantholimon faustii Trautv.
99. Acantholimon fedorovii Tamamsch. & Mirzojeva
100. Acantholimon festucaceum (Jaub. & Spach) Boiss.
101. Acantholimon fetissovii Regel
102. Acantholimon flabellum Assadi
103. Acantholimon flexuosum Boiss. & Hausskn. ex Bunge
104. Acantholimon fominii Kusn.
105. Acantholimon gabrieljaniae Mirzoeva
106. Acantholimon gadukense Mobayen
107. Acantholimon gemicianum Kaptaner Igci, Körüklü & Aytaç
108. Acantholimon genistoides (Jaub. & Spach) Boiss.
109. Acantholimon ghoranum Rech.f. & Schiman-Czeika
110. Acantholimon gilliatii Turrill
111. Acantholimon gillii Rech.f. & Köie
112. Acantholimon glabratum Assadi
113. Acantholimon glumaceum (Jaub. & Spach) Boiss.
114. Acantholimon glutinosum Rech.f. & Köie
115. Acantholimon goeksunicum Doğan & Akaydın
116. Acantholimon gorganense Mobayen
117. Acantholimon gracillimum Rech.f. & Schiman-Czeika
118. Acantholimon graecum F.W.Mey.
119. Acantholimon grammophyllum Rech.f. & Köie
120. Acantholimon griffithianum Boiss.
121. Acantholimon gulistanum Bunge
122. Acantholimon haesarensis Bornm. ex Rech.f. & Schiman-Czeika
123. Acantholimon halophilum Bokhari
124. Acantholimon hariabense Rech.f. & Köie
125. Acantholimon hedinii Ostenf.
126. Acantholimon heratense Bunge
127. Acantholimon heweri Rech.f. & Schiman-Czeika
128. Acantholimon hilariae Ikonn.
129. Acantholimon hindukushum Mobayen
130. Acantholimon hissaricum Lincz.
131. Acantholimon hohenackeri (Jaub. & Spach) Boiss.
132. Acantholimon homophyllum Rech.f. & Schiman-Czeika
133. Acantholimon hormozganense Assadi
134. Acantholimon horridum Bunge
135. Acantholimon hoshapicum Doğan & Akaydın
136. Acantholimon huetii Boiss.
137. Acantholimon hyalinum Rech.f. & Köie
138. Acantholimon hypochaerum Bokhari
139. Acantholimon hystrix Stapf
140. Acantholimon ibrahimii Akaydın
141. Acantholimon iconicum (Boiss.) Boiss. & Heldr.
142. Acantholimon incomptum Boiss. & Buhse
143. Acantholimon inerme Rech.f. & Köie
144. Acantholimon jarmilae Halda
145. Acantholimon kandaharense Rech.f.
146. Acantholimon karabajeviorum Lazkov
147. Acantholimon karadarjense Lincz.
148. Acantholimon karamanicum Akaydın & Doğan
149. Acantholimon karatavicum Pavlov
150. Acantholimon karelinii (Stschegl.) Bunge
151. Acantholimon kaschgaricum Lincz.
152. Acantholimon katrantavicum Lincz.
153. Acantholimon kermanense Assadi & Mirtadz.
154. Acantholimon kjurendaghi Meszer.
155. Acantholimon knorringianum Lincz.
156. Acantholimon koeiei Rech.f. & Schiman-Czeika
157. Acantholimon koelzii Rech.f. & Köie
158. Acantholimon koeycegizicum Doğan & Akaydın
159. Acantholimon kokandense Bunge
160. Acantholimon komarovii Czerniak.
161. Acantholimon korolkovii (Regel) Korovin
162. Acantholimon kotschyi (Jaub. & Spach) Boiss.
163. Acantholimon kuramense Lincz.
164. Acantholimon kutschanense Rech.f.
165. Acantholimon laevigatum (T.X.Peng) Kamelin
166. Acantholimon langaricum O.Fedtsch. & B.Fedtsch.
167. Acantholimon latifolium Boiss.
168. Acantholimon laxiflorum Boiss. ex Bunge
169. Acantholimon laxum Czerniak.
170. Acantholimon lepturoides (Jaub. & Spach) Boiss.
171. Acantholimon leucacanthum (Jaub. & Spach) Boiss.
172. Acantholimon leucochlorum Rech.f. & Schiman-Czeika
173. Acantholimon libanoticum Boiss.
174. Acantholimon linczevskianum Lazkov
175. Acantholimon linczevskii Pavlov
176. Acantholimon litvinovii Lincz.
177. Acantholimon longiflorum Boiss.
178. Acantholimon longiscapum Bokhari
179. Acantholimon lycaonicum Boiss. & Heldr.
180. Acantholimon lycopodioides (Girard) Boiss.
181. Acantholimon macranthum Rech.f. & Köie
182. Acantholimon macropetalum Rech.f. & Schiman-Czeika
183. Acantholimon macrostachyum Rech.f. & Schiman-Czeika
184. Acantholimon majewianum Regel
185. Acantholimon manakyanii Ogan.
186. Acantholimon margaritae Korovin
187. Acantholimon melananthum Boiss.
188. Acantholimon mikeschinii Lincz.
189. Acantholimon minshelkense Pavlov
190. Acantholimon mirtadzadinii Assadi
191. Acantholimon mishaudaghense Mobayen
192. Acantholimon mobayenii Assadi & Ghahr.
193. Acantholimon modestum Bornm. ex Rech.f. & Schiman-Czeika
194. Acantholimon moradii Assadi
195. Acantholimon movdarinum Parsa
196. Acantholimon muchamedshanovii Lincz.
197. Acantholimon multiflorum (Bokhari) Doğan & Akaydın
198. Acantholimon muradicum O.Schwarz & F.Mey.
199. Acantholimon nabievii Lincz.
200. Acantholimon narynense Lazkov
201. Acantholimon nawaricum Rech.f. & Schiman-Czeika
202. Acantholimon nigricans Mobayen
203. Acantholimon nikitinii Lincz.
204. Acantholimon nuratavicum Zakirov
205. Acantholimon oliganthum Boiss.
206. Acantholimon oliveri (Jaub. & Spach) Boiss.
207. Acantholimon olympicum (Boiss.) F.W.Mey.
208. Acantholimon ophiocladus Rech.f. & Schiman-Czeika
209. Acantholimon pamiricum Czerniak.
210. Acantholimon parviflorum Regel
211. Acantholimon pavlovii Lincz.
212. Acantholimon peculiare Rech.f.
213. Acantholimon petraeum Boiss. & Hausskn. ex Bunge
214. Acantholimon petuniiflorum Mobayen
215. Acantholimon physostegium Rech.f. & Schiman-Czeika
216. Acantholimon podlechii Rech.f. & Schiman-Czeika
217. Acantholimon poliochlorum Rech.f. & Schiman-Czeika
218. Acantholimon polystachyum Boiss.
219. Acantholimon pskemense Lincz.
220. Acantholimon pterostegium Bunge
221. Acantholimon puberulum Boiss. & Balansa
222. Acantholimon pulchellum Korovin
223. Acantholimon purpureum Korovin
224. Acantholimon quettensis Rech.f. & Schiman-Czeika
225. Acantholimon quinquelobum Bunge
226. Acantholimon raddeanum Czerniak.
227. Acantholimon raikoviae Czerniak. ex Minchevskii
228. Acantholimon rechingeri Freitag
229. Acantholimon reflexifolium Bokhari
230. Acantholimon restiaceum Bunge
231. Acantholimon revolutum Rech.f. & Köie
232. Acantholimon rhodopolium Rech.f. & Schiman-Czeika
233. Acantholimon riyatguelii Yildirim
234. Acantholimon roborowskii Czerniak.
235. Acantholimon rudbaricum (Bornm.) Bornm.
236. Acantholimon ruprechtii Bunge
237. Acantholimon sahendicum Boiss. & Buhse
238. Acantholimon salangensis Bokhari
239. Acantholimon saravschanicum Regel
240. Acantholimon sarytavicum Lincz.
241. Acantholimon saxifragiforme Hausskn. & Sint. ex Bokhari
242. Acantholimon scabrellum Boiss. & Hausskn.
243. Acantholimon schachimardanicum Lincz.
244. Acantholimon schahrudicum Bunge
245. Acantholimon schemachense Gross
246. Acantholimon schirazianum Boiss.
247. Acantholimon schizostegium Rech.f. & Schiman-Czeika
248. Acantholimon scirpinum Bunge
249. Acantholimon sclerophyllum Rech.f. & Schiman-Czeika
250. Acantholimon scorpius (Jaub. & Spach) Boiss.
251. Acantholimon senganense Bunge
252. Acantholimon serotinum Rech.f. & Schiman-Czeika
253. Acantholimon sirchense Assadi & Mirtadz.
254. Acantholimon solidum Rech.f. & Köie
255. Acantholimon sorchense Rech.f.
256. Acantholimon speciosissimum Aitch. & Hemsl.
257. Acantholimon spinicalyx Köie & Rech.f.
258. Acantholimon spirizianum Mobayen
259. Acantholimon squarrosum Pavlov
260. Acantholimon stanjukoviczii Lincz. ex Ikonn.
261. Acantholimon stapfianum Rech.f. & Schiman-Czeika
262. Acantholimon stenorhaphium Rech.f.
263. Acantholimon stereophyllum Rech.f. & Schiman-Czeika
264. Acantholimon stocksii Boiss.
265. Acantholimon strictiforme Nikitina ex Lazkov
266. Acantholimon strictum Czerniak.
267. Acantholimon strigillosum Bokhari
268. Acantholimon stroterophyllum Rech.f. & Schiman-Czeika
269. Acantholimon subavenaceum Lincz.
270. Acantholimon subflavescens Rech.f. & Schiman-Czeika
271. Acantholimon subsimile Rech.f. & Schiman-Czeika
272. Acantholimon subulatum Boiss.
273. Acantholimon takhtajanii Ogan.
274. Acantholimon talagonicum Boiss.
275. Acantholimon tarbagataicum Gamajun.
276. Acantholimon taschkurganicum Lincz. & N.I.Akshigitova
277. Acantholimon tataricum Boiss.
278. Acantholimon tenuiflorum Boiss.
279. Acantholimon termei Rech.f. & Schiman-Czeika
280. Acantholimon tianschanicum Czerniak.
281. Acantholimon titovii Lincz.
282. Acantholimon tomentellum Boiss.
283. Acantholimon tournefortii Boiss.
284. Acantholimon tragacanthinum (Jaub. & Spach) Boiss.
285. Acantholimon tricolor Rech.f. & Köie
286. Acantholimon trojanum F.W.Mey.
287. Acantholimon truncatum Bunge
288. Acantholimon tulakensis Rech.f. & Schiman-Czeika
289. Acantholimon turcicum Doğan & Akaydın
290. Acantholimon ulicinum (Willd. ex Schult.) Boiss.
291. Acantholimon vacillans Rech.f. & Schiman-Czeika
292. Acantholimon varivtzevae Czerniak.
293. Acantholimon vedicum Mirzoeva
294. Acantholimon velutinum Czerniak.
295. Acantholimon venustum Boiss.
296. Acantholimon virens Czerniak.
297. Acantholimon viscidulum Boiss.
298. Acantholimon vvedenskyi Lincz.
299. Acantholimon wendelboi Rech.f. & Schiman-Czeika
300. Acantholimon wiedemanii Bunge
301. Acantholimon wilhelminae Rech.f. & Schiman-Czeika
302. Acantholimon xanthacanthum Rech.f. & Köie
303. Acantholimon yamense Turrill
304. Acantholimon yildizelicum Akaydın
305. Acantholimon zaeifii Assadi
306. Acantholimon zakirovii Beshko
307. Acantholimon zaprjagaevii Lincz.

## Sinonimi
- Armeriastrum Lindl.
- Chomutowia B.Fedtsch.
- Ghaznianthus Linchevskii
- Gladiolimon Mobayen